# Alaskagebergte
Het Alaskagebergte is een relatief smal, 650 kilometer lang gebergte in de Amerikaanse staat Alaska. In dit gebergte ligt de Denali, die met 6195 meter de hoogste berg van Noord-Amerika is. Delen van het Alaskagebergte worden beschermd in de nationale parken, zoals Denali National Park and Preserve en Lake Clark National Park and Preserve. Een groot deel van nationaal park Wrangell-St. Elias ligt in het zuidoosten van het Alaskagebergte en staat samen met het Canadese Nationaal park Kluane op de Werelderfgoedlijst van UNESCO.

## De tien hoogste bergtoppen
- Denali (6.195 m)
- Mount Foraker (5.304 m)
- Mount Hunter (4.442 m)
- Mount Hayes (4.216 m)
- Mount Silverthrone (4.030 m)
- Mount Deborah (3.761 m)
- Mount Huntington (3.730 m)
- Mount Russell (3.550 m)